# Brookesia desperata
Brookesia desperata (Брукезія розпачлива) — вид ящірок з роду Брукезія з родини Хамелеонів.

## Опис
Загальна довжина досягає 39—47,6 мм. Спостерігається статевий диморфізм: самиці більші за самців. Голова товста, широка. Відрізняється від всіх брукезій наявністю 3 збільшених горбків на бічній поверхні голови. Відсутній підносовий хребець. Уздовж хребта тягнуться 2 паралельні невеликі гребінця. Присутні добре розвинені бічні шипи на хвості. Ці шипи мають на відміну від інших брукезій циліндричну форму. Має також розвинений геміпеніс з двома розвиненими трубчастими м'язами. Голова, кінцівки, хвіст сіро-коричневі, шия світло-сіра, спина з коричневими або сірими плямами, черево має сіро—коричневе забарвлення.

## Спосіб життя
Полюбляє лісисту, гірську місцину. Зустрічається на висоті 470 м над рівнем моря. Увесь час проводить на деревах. Живиться дрібними членистоногими.
Самиця відкладає до 2 яєць.

## Розповсюдження
Мешкає на півночі о. Мадагаскар (в областях Амбар та Анціранана).